# Замък Дракула
Замък Дракула е замък, в който според романа „Дракула“ на Брам Стокър живее едноименнят герой. Според романа замъкът се намира близо до прохода Тихуца в историческата област Буковина.
3 други истински замъка се борят за титлата „замък Дракула“:
- Замък Бран - туристическа атракция в Трансилвания
- Замък Пойенари - замъкът на Влад Цепеш, прототип на Дракула
- Оравски замък - снимачна площадка на филмите „Носферату“, Словакия